# (13038) Woolston
(13038) Woolston (1990 EN4) – planetoida z grupy pasa głównego asteroid okrążająca Słońce w ciągu 5,16 lat w średniej odległości 2,99 j.a. Odkryta 2 marca 1990 roku.